# Phalna
Phalna là một thành phố và khu đô thị của quận Pali thuộc bang Rajasthan, Ấn Độ.

## Nhân khẩu
Theo điều tra dân số năm 2001 của Ấn Độ, Phalna có dân số 21.011 người. Phái nam chiếm 52% tổng số dân và phái nữ chiếm 48%. Phalna có tỷ lệ 59% biết đọc biết viết, thấp hơn tỷ lệ trung bình toàn quốc là 59,5%: tỷ lệ cho phái nam là 71%, và tỷ lệ cho phái nữ là 46%. Tại Phalna, 17% dân số nhỏ hơn 6 tuổi.